# Frank Jackson
Franklin Willis Jackson (ur. 4 maja 1998 w Waszyngtonie) – amerykański koszykarz, występujący na pozycji rozgrywającego, obecnie zawodnik Salt Lake City Stars.
W 2016 roku wystąpił w trzech meczach gwiazd szkół średnich – McDonald’s All-American, Jordan Classic, Nike Hoop Summit. W pierwszym z nich został uznany MVP, wygrał też konkurs wsadów. W tym samym roku został wyróżniony przez kilka organizacji tytułem najlepszego zawodnika szkół średnich stanu Utah (Utah Gatorade Player of the Year, Mr. Basketball).
4 grudnia 2020 został zawodnikiem zespołu Oklahoma City Thunder. 21 grudnia opuścił klub. 27 grudnia zawarł umowę z Detroit Pistons na występy zarówno w NBA, jak i zespole G-League – Grand Rapids Drive. 22 lutego 2023 podpisał 10-dniową umowę z Utah Jazz. 4 marca 2023 powrócił do składu Salt Lake City Stars.

## Osiągnięcia
Stan na 13 marc 2023, na podstawie, o ile nie zaznaczono inaczej.
NCAA
- Uczestnik turnieju NCAA (2017)
- Mistrz turnieju konferencji Atlantic Coast (ACC – 2017)
- Zaliczony do II składu turnieju ACC (2017)